# Kozery-Folwark
Kozery-Folwark – część wsi Kozery, położonej w Polsce, w województwie mazowieckim, w powiecie grodziskim, w gminie Grodzisk Mazowiecki. Kozery-Folwark położone są w południowej części wsi, w okolicy ulic Ukośnej i Krętej, przy Centralnej Magistrali Kolejowej. 
W latach 1975–1998 miejscowość administracyjnie należała do województwa warszawskiego. 